# Aras Panjang
Aras Panjang is een kelurahan in het regentschap Serdang Bedagai van de provincie Noord-Sumatra, Indonesië. Aras Panjang telt 867 inwoners (volkstelling 2010).